# 三輪光五郎
三輪 光五郎（みわ みつごろう、1848年（嘉永元年） - ?）は、明治期の武士（中津藩士）、恵比寿麦酒会社（恵比寿ビール）支配人。

## 経歴
豊前国中津生まれ。進脩館に入り漢籍を学ぶ。1864年（元治元年）福澤諭吉と共に上京し築地福沢塾（慶應義塾）に入り洋学を修める。1866年（慶応2年）長州征伐が起こると奥平氏と同じく徳川氏に与して参戦。海軍兵学寮の教授となり英学を教授する。1876年（明治9年）東京大学医科大学の事務局に入る。のちに退職し東京府目黒村の副支配人となる。